# Franz de Coninck
Franz Pierre Louis Chrétien Marie Joseph Ghislain de Coninck (Brussel, 9 augustus 1902 - aldaar, 21 september 1985) was een Belgische roeier.

## Loopbaan
de Coninck nam samen met Léon Flament deel aan de Olympische Spelen van 1928. Samen met stuurman Georges Anthony veroverden ze de bronzen medaille op de twee met stuurman. Later dat jaar werden ze ook Belgisch kampioen. Ook in 1929 werden ze Belgisch kampioen en konden hiermee hun selectie afdwingen voor de Europese kampioenschappen in Bydgoszcz.

## Palmares

### twee met stuurman
- 1928:  OS in Amsterdam
- 1928:  BK
- 1929:  BK